# Hal Moore
Pour les articles homonymes, voir Moore.
Harold Gregory Moore, Jr. dit Hal Moore, né le 13 février 1922 à Bardstown et mort le 10 février 2017 à Auburn, est un lieutenant-général des forces armées des États-Unis.
Diplômé de West Point en 1945, Hal Moore rejoint l’infanterie comme second-lieutenant. Il complète sa formation à l'École militaire de parachutage de la 11e division aéroportée à Tokyo et en 1948, il se porte volontaire pour rejoindre une unité spéciale testant des parachutes expérimentaux à la 82e division aéroportée à Fort Bragg. Au cours de sa carrière, il devient expert en parachutisme avec plus de 300 sauts. Après avoir servi en Corée, Moore devient instructeur à West Point. Il occupe ensuite des fonctions dans les états-majors au Pentagone, puis à l'OTAN tout en poussant au développement des équipements et tactiques aéroportés.
En 1965, Moore est envoyé au Viet Nam à la tête du 1er bataillon, 7e de cavalerie et participe notamment à la bataille de Ia Drang pour laquelle il reçoit la Distinguished Service Cross. Cette expérience sert de matière à l’écriture du livre We Were Soldiers Once… And Young (en) en collaboration avec Joseph L. Galloway dont le film Nous étions soldats est inspiré. De retour du Viêt Nam, Moore retourne au Pentagone pour travailler sur la vietnamisation de l'effort de guerre. Il prend ensuite la tête de la 7e division d’infanterie en 1970 avant de travailler à la modernisation de l'armée par sa professionnalisation au sein du project VOLAR (en). Il prend sa retraite le 1er août 1977.

## Biographie

### Jeunesse
Hal Moore est né le 13 février 1922 à Bardstown, dans le Kentucky. Il est l'aîné des quatre enfants de Harold Moore Sr. et Mary Moore (née Crume). Son père est un agent d'assurance dont le territoire couvre l'ouest du Kentucky et sa mère est une femme au foyer.
Afin d'obtenir la recommandation nécessaire pour entrer à l'Académie militaire de West Point, Moore décide de quitter le Kentucky à l'âge de dix-sept ans, estimant ses chances meilleures en habitant dans une grande ville. Il déménage donc à Washington et obtient un emploi dans l'entrepôt de livres du Sénat des États-Unis. Moore finit le lycée en étudiant la nuit pendant qu'il travaille de jour. Il est finalement diplômé de la Bethlehem High School (Bardstown, Kentucky) (en) avec la classe de 1940. Moore entre pour deux ans à l'université George Washington tout en continuant à travailler à l'entrepôt. Pendant son temps à l'université, il est initié à la fraternité Kappa Sigma (en).
Après la signature d'une loi par le président Franklin D. Roosevelt autorisant chaque représentant et sénateur à présenter des candidats aux académies militaires et navales, Moore se voit offrir une nomination à l'Académie navale d'Annapolis par le représentant du 4e district du Kentucky Edward W. Creal (en). Moore n'a aucun désir d'aller à l'Académie navale et demande donc à Creal si ce dernier peut trouver un autre membre du Congrès qui pourrait échanger sa nomination à l'Académie navale contre une nomination à West Point. Creal accepte, et Moore obtient la recommandation pour West Point du représentant du 2e district de la Géorgie Edward E. Cox (en), impressionné par la ténacité de Moore,.

### West Point

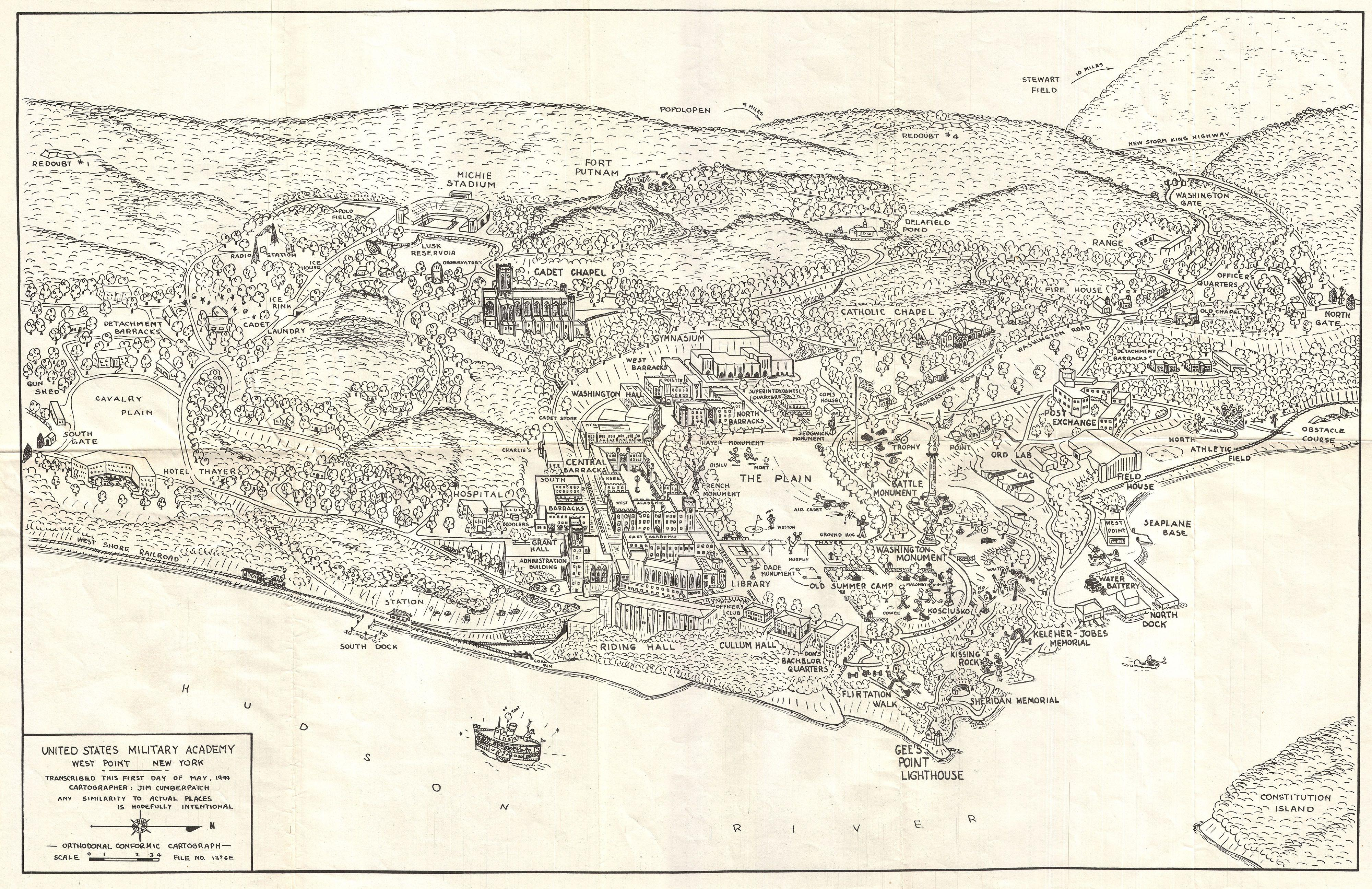
Plan de l'académie de West Point durant la guerre.

Moore reçoit sa nomination pour l'Académie militaire de West Point peu après l'entrée des États-Unis dans la Seconde Guerre mondiale. Il arrive à l'académie le 15 juillet 1942, et participe à la formation d'été avant le début officiel de la formation et le début des cours à l'automne,. Durant sa formation estivale à Pine Camp, il obtient sa qualification sur le fusil M1 Garand avec le plus haut score de sa compagnie. Bien que Moore soit en réussite dans la plupart des matières, il a tout de même des difficultés en sciences. Il doit redoubler d'efforts dans les domaines de l'ingénierie, de la physique et de la chimie, étudiant deux ou trois heures après l’extinction des lumières, pour mémoriser ses cours,.
Au cours de l'automne 1942, sa classe apprend qu'en raison de la guerre, elle sera diplômée après trois ans de cursus plutôt qu'après les quatre années habituelles. La première année de Moore est difficile et il doit se consacrer entièrement à l'étude, n'effectuant que très peu d'activités parascolaires. Après un congé de dix jours, il effectue l'entraînement militaire d'été au camp Popolopen où sa compagnie s'exerce avec divers véhicules et un grand nombre d'armes. L'été finit avec des manœuvres effectuées à Pine Camp.
Pendant sa deuxième année à l'académie, il étudie des sujets complexes comme le calcul, le génie électrique, la thermodynamique et les campagnes militaires historiques. Les mercredis sont consacrés à regarder les films des combats les plus récents en provenance des fronts pacifiques et européens de la guerre. La formation militaire d'été à la fin de sa deuxième année consiste à visiter les différents centres de formation de l'armée américaine pour étudier les tactiques et les techniques. La dernière année est consacrée à l'étude de l'histoire militaire et à la tactique alors que la guerre touche à sa fin en Europe. Juste avant l'obtention du diplôme, chaque cadet choisit sa branche d'affectation en fonction de son niveau dans la classe et du nombre de places disponibles dans chaque branche. Les résultats de Moore le classe dans les quinze derniers pour cent de sa promotion alors qu'il veut une affectation dans l'infanterie. Mais quand son nom est finalement appelé, il y a encore des places d'infanterie disponibles et obtient son affectation. Moore est diplômé de West Point le 5 juin 1945 et affecté comme second-lieutenant dans l'infanterie,.

### Début de carrière militaire
Après l'obtention de son diplôme, Moore suit durant six semaines le cours d'officier d'infanterie à Fort Benning en Géorgie. Pendant cette formation, il demande à rejoindre l'Army Airborne School, cependant, il n'est pas sélectionné et se voit assigné durant trois semaines à l'école militaire de parachutage de la 11e division aéroportée à Tokyo. Sa première affectation hors de l'école est avec le 187e régiment d'infanterie (en) au camp Crawford près de Sapporo au Japon de 1945 à 1948. Après une période de sept mois en tant que commandant de compagnie, il devient officier responsable des travaux de construction à Camp Crawford. En juin 1948, il est affecté à la 82e division aéroportée, à Fort Bragg. Il se porte volontaire pour rejoindre la section d'essai aéroportée, une unité spéciale testant des parachutes expérimentaux. Il effectue le premier des cent cinquante sauts réalisés au cours des deux années suivantes le 17 novembre 1948,. Au cours de sa carrière, il devient expert en parachutisme avec plus de 300 sauts.
En 1951, pendant la guerre de Corée, il reçoit l'ordre de participer au cours avancé d'officier d'infanterie à Fort Benning, qui doit le préparer à commander une compagnie ou à servir dans l'état-major d'un bataillon. En juin 1952, Moore est affecté au 17e régiment d'infanterie de la 7e division d'infanterie. En tant que capitaine, il commande une compagnie de mortier lourd au combat. Il sert ensuite comme adjoint au chef d'état-major, opérations et plans. La promotion de Moore au grade de major est mise en attente par la politique du commandant général de la 7e division  qui ordonne qu'aucune promotion au grade de major ne soit possible sans avoir tenu le commandement d'une compagnie d'infanterie au combat. Le commandant de division assigne personnellement Moore à une compagnie d'infanterie afin que Moore puisse être promu major et devenir par la suite chef d'état-major adjoint aux opérations de la division.
En 1954, Moore retourne à West Point et sert durant trois ans comme instructeur des tactiques d'infanterie. En tant qu'instructeur, Moore enseigne entre autres au cadet Norman Schwarzkopf. Ce dernier cite Moore comme l'un de ses « héros », et celui qui l'a poussé à choisir l'infanterie plutôt qu'une autre branche,. Au cours de cette période, Moore prend de l’intérêt pour les batailles entre l'Armée de terre française et le Việt Minh et notamment à la bataille de Diên Biên Phu. En 1956, Moore suit les cours du Command and General Staff College à Fort Leavenworth au Kansas qui préparent aux fonctions d'officier d'état-major pour les unités de la taille de la division et du corps d'armée. Après l'école, Moore fait rapport au Pentagone et au Bureau du chef de la recherche et du développement, où son initiative et ses idées veulent pousser au développement des équipements et tactiques aéroportés. Après avoir obtenu un nouveau diplôme au Joint Forces Staff College (en) à Norfolk en Virginie en 1960, Moore est affecté trois ans en tant qu'officier des plans de l'OTAN au quartier général, Allied Forces Northern Europe (en) à Oslo en Norvège.
En 1964, alors lieutenant-colonel, Moore complète sa formation au Naval War College, tout en obtenant une maîtrise en relations internationales à l'université George Washington. Moore est ensuite transféré à Fort Benning et prend le commandement du 2e bataillon, 23e d'infanterie, intégré par la suite à la 11e division aéroportée. Le 28 juillet 1965, le président Lyndon B. Johnson annonce qu'il envoie la division aéroportée au Vietnam. Ce même mois, la 11e division aéroportée est renommée 1re division de cavalerie et mis en alerte pour un déploiement au Vietnam. Le bataillon de Moore est rebaptisé 1er bataillon, 7e régiment de cavalerie, 1re division de cavalerie. La brigade « Garry Owen » quitte Fort Benning le 14 août 1965 et se rend au Sud-Vietnam par le canal de Panama à bord de l'USS Admiral Hugh Rodman et arrive au camp de base de la division dans le district An Khê (en) un mois plus tard.

### Guerre du Viêt Nam

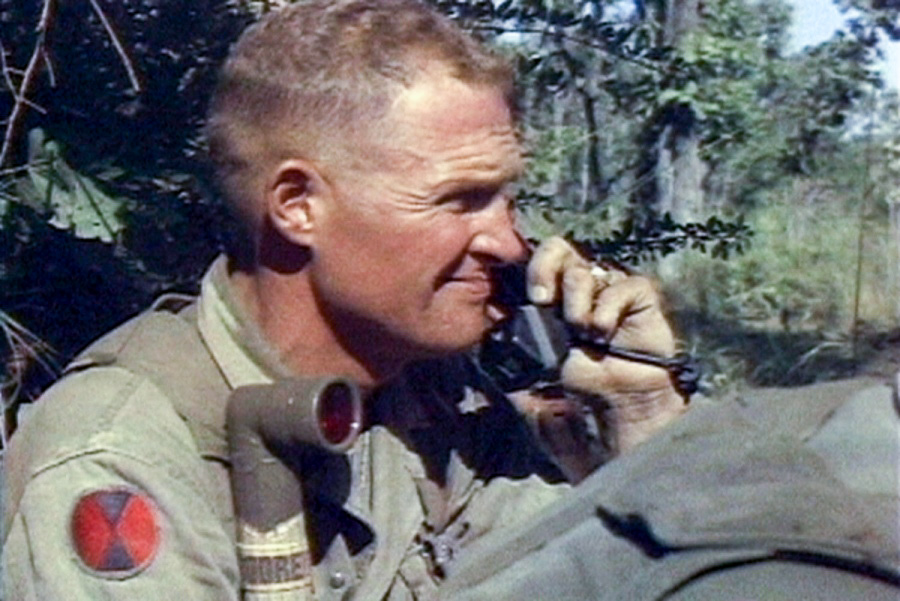
Le lieutenant-colonel Hal Moore lors de la bataille de Ia Drang en novembre 1965.

À partir du 14 novembre 1965, le lieutenant-colonel Moore mène le 1er bataillon, 7e de cavalerie, 3e brigade, 1re division de Cavalerie dans la bataille de Ia Drang. Dépassé en nombre et encerclé par les forces de l'armée nord-vietnamienne et avec une zone d'atterrissage à la portée de l'ennemi ne permettant pas une évacuation sans risque, Moore réussi à tenir ses positions, pendant que le 2e bataillon du lieutenant-colonel Robert McDade (en), localisé à 4 kilomètres du 1er bataillon, est défait le lendemain. Le commandement courageux et la ténacité de Moore exprimée par son propre dicton selon lequel « il y a toujours une chose que vous pouvez faire pour augmenter vos chances de succès » participent à ce résultat. Moore est surnommé « cheveux jaunes » par ses troupes lors de la bataille de Ia Drang, en raison de ses cheveux blond et en référence au légendaire général George Armstrong Custer, qui, un siècle auparavant à la bataille de Little Bighorn, commandait comme Moore le 7e régiment de cavalerie. Moore reçoit la Distinguished Service Cross pour l'héroïsme extraordinaire à Ia Drang. Après la bataille de la vallée de Ia Drang, Moore est promu colonel et prend le commandement de la 3e brigade.
Au cours de l'année 1966, le colonel Moore, à la tête de la 3e brigade de la 1re division de Cavalerie, participe à plusieurs grandes opérations militaires au Viêt Nam. Il obtient une Bronze Star pour avoir porté secours à des soldats blessés sous le feu ennemi.

### L'après Viêt Nam
Après le Viêt Nam, Moore rejoint le Pentagone comme officier de liaison du secrétaire adjoint aux affaires internationales du sous-secrétaire à la Défense. L'Armée l'envoie ensuite à l'Université Harvard où il obtient une maîtrise en relations internationales en 1968. Après avoir terminé son travail à Harvard, Moore retourne au Pentagone pour travailler avec le sous-chef d'état-major des opérations. Il aide ensuite à élaborer le plan de retour de deux brigades de la 9e division d'infanterie vers les États-Unis dans le cadre de la Vietnamisation de l'effort de guerre. Le 31 août 1968, Moore est promu au rang de général de brigade.
En juillet 1969, il est affecté comme chef adjoint du personnel, opérations et plans de la 8e armée en Corée du Sud où les tensions sont élevées depuis des incidents le long de la zone démilitarisée et en raison de d'une forte hausse du racisme et de l'usage de drogue parmi les troupes de la 8e armée. Il est ensuite nommé commandant général de la 7e division d'infanterie de la 8e armée. Moore est promu major général en 1970 et déménagent avec sa famille à Camp Casey, South Korea (en). Il est chargé par le général John H. Michaelis (en), commandant des United States Forces Korea, de s'occuper du problème de l'abus de drogues et des conflits raciaux qui touchent la 7e division. Afin de régler le problème, il crée des écoles de leadership pour les officiers supérieurs des compagnies et les Staff sergeant (en). Il développe également une « Politique d'égalité des chances » et promet de punir ceux qui font preuve de discriminations fondées sur la race, l'origine ethnique ou la croyance. Dans le cadre de la réforme du moral de la division, il établit plusieurs programmes sportifs notamment autour du football, du basket-ball et de la boxe.
Entre 1971 et 1973, nommé commandant général du Centre d'instruction de l'Armée de terre à Fort Ord en Californie, il supervise dans le cadre du Project VOLAR (en) des expérimentations approfondies pour adapter la formation individuelle de base et avancée en vue de la fin de la conscription et de la constitution d'une armée moderne, uniquement composé de volontaires,. En août 1973, Moore est nommé commandant général du Centre du personnel militaire de l'armée américaine  et, en 1974, il est nommé chef d'état-major adjoint du personnel du Département de l'Armée des États-Unis ; sa dernière affectation avant de quitter l'armée. Il est chargé des questions de recrutement de l'armée après la fin du projet ainsi que le retrait ordonné des forces américaines après la fin de la guerre du Viêt Nam. Moore est choisi pour de devenir le commandant général de l'United States Army, Japan (en), mais il décide finalement de prendre sa retraite, le 1er août 1977 après avoir accompli trente deux années de service actif.

### Vie personnelle
Alors qu'il est affecté à Fort Bragg, Moore rencontre Julia Compton Moore (en), fille du colonel Louis J. Compton et étudiante à l'université de Caroline du Nord à Chapel Hill alors qu'elle rend visite à ses parents à Fort Bragg,. Ils se marient à la chapelle du poste principale de Fort Bragg le 22 novembre 1949,. Les Moore ont cinq enfants, Greg Moore, Steve Moore, Julie Moore Orlowski, Cécile Moore Rainey et David Moore, ainsi que douze petits-enfants. Deux de leurs fils ont été des officiers de carrière de l'armée américaine : un colonel à la retraite et un autre lieutenant-colonel également à la retraite.
Après sa retraite en 1977, Moore devient président exécutif de la zone de ski de Crested Butte au Colorado. En juin 2009, Moore, âgé de 87 ans, assiste à l'ouverture officielle du National Infantry Museum (en) à Columbus en Géorgie. Une des expositions vedette du musée est un diorama de grandeur nature de la L.Z. X-Ray de la bataille de Ia Drang,. Moore meurt le 10 février 2017, trois jours avant son 95e anniversaire,.

## Œuvres

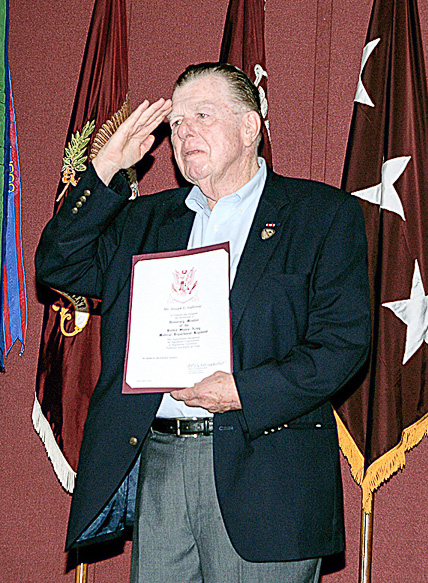
Joseph L. Galloway en 2009.

- En 1975, le United States Army Center of Military History publie Building a Volunteer Army: The Fort Ord Contribution écrit par Hal Moore et le lieutenant-colonel Jeff M. Tuten ; une monographie de 139 pages concernant les expériences du projet VOLAR pendant le commandement de Moore à Fort Ord de 1971 à 1973 dans la perspective de constituer une armée moderne sans conscription[38].
- En 1992, Moore écrit avec Joseph L. Galloway We Were Soldiers Once… And Young (en). Le livre est adapté en film en 2002 sous le titre We Were Soldiers (en français : Nous étions soldats) avec Mel Gibson dans le rôle de Hal Moore. Le film, tourné à Fort Benning et Fort Hunter Liggett, dépeint le commandement de Moore du 1er bataillon, 7e cavalerie, à Fort Benning et lors de la bataille d'Ia Drang[50].
- En 2008, Moore et Joseph L. Galloway publient un second livre ensemble : We Are Soldiers Still - A Journey Back to the Battlefields of Vietnam. À cette occasion, Moore et Galloway sont réunis pour donner une entrevue sur le livre au Pritzker Military Museum & Library (en) le 17 septembre 2008[51].

## Distinctions
- En plus de l'Order of Saint Maurice (United States) (en) remis par la National Infantry Association (en)[52] et du Distinguished Graduate Award remis par l'association des diplômés de West Point[4], les décorations, les récompenses et les insignes de Hal Moore incluent :

| |                                                   |                                                                                 |
| |                                                   |                                                                                 |
| | Bronze oak leaf cluster · Bronze oak leaf cluster | V · Bronze oak leaf cluster · Bronze oak leaf cluster · Bronze oak leaf cluster |
| Silver oak leaf cluster · Bronze oak leaf cluster · Bronze oak leaf cluster · Bronze oak leaf cluster |                                                   | Bronze oak leaf cluster · Bronze oak leaf cluster                               |
| |                                                   |                                                                                 |
| | Bronze star                                       | Bronze star · Bronze star · Bronze star                                         |
| | Bronze star · Bronze star · Bronze star           | Bronze star                                                                     |
| |                                                   |                                                                                 |

| Badge      | Combat Infantryman Badge avec une étoile                          | Combat Infantryman Badge avec une étoile                  | Combat Infantryman Badge avec une étoile                            |
| 1re rangée |                                                                   | Distinguished Service Cross                               |                                                                     |
| 2e rangée  | Army Distinguished Service Medal                                  | Legion of Merit avec deux feuilles de chêne en bronze     | Bronze Star avec "V" Device et trois feuilles de chêne en bronze    |
| 3e rangée  | Air Medal avec une feuilles de chêne en argent et trois en bronze | Joint Service Commendation Medal                          | Army Commendation Medal avec deux feuilles de chêne en bronze       |
| 4e rangée  | American Campaign Medal                                           | Asiatic-Pacific Campaign Medal                            | World War II Victory Medal                                          |
| 5e rangée  | Army of Occupation Medal                                          | National Defense Service Medal avec une 3⁄16" bronze star | Korean Service Medal avec trois bronze 3⁄16" bronze stars           |
| 6e rangée  | Armed Forces Expeditionary Medal                                  | Vietnam Service Medal avec trois 3⁄16" bronze stars       | Gallantry Cross (Vietnam) (en) avec trois palmes et une bronze star |
| 7e rangée  | Médaille des Nations unies pour la Corée                          | Republic of Vietnam Campaign Medal avec 1960- device      | Korean War Service Medal                                            |

|  |  |  |
|  |  |  |
|  |  |  |

| Badge      | Republic of Vietnam Parachutist Badge                          | Republic of Vietnam Parachutist Badge                          | Republic of Vietnam Parachutist Badge                                                |
| 1re rangée | Army Presidential Unit Citation                                | Presidential Unit Citation (Corée du Sud) (en)                 | Republic of Vietnam Gallantry Cross Unit Citation avec palme (en) (deux récompenses) |
| Badge      | Combat Service Identification Badge, 1re division de cavalerie | Combat Service Identification Badge, 1re division de cavalerie | Combat Service Identification Badge, 1re division de cavalerie                       |

|  | Master Parachutist Badge             |  | Basic Army Aviator Badge                                     |
|  |                                      |  | Air Assault Badge (en)                                       |
|  | Army Staff Identification Badge (en) |  | Office of the Secretary of Defense Identification Badge (en) |